# Sorry We Missed You
 (juin 2023).
Si vous disposez d'ouvrages ou d'articles de référence ou si vous connaissez des sites web de qualité traitant du thème abordé ici, merci de compléter l'article en donnant les références utiles à sa vérifiabilité et en les liant à la section « Notes et références ».
Pour plus de détails, voir Fiche technique et Distribution.
Sorry We Missed You est un film franco-belgo-britannique réalisé par le cinéaste britannique Ken Loach, sorti en 2019. Il dénonce les dérives de l'« uberisation », et les ravages qu'elles peuvent exercer sur la vie d'une famille.
Ricky devient chauffeur-livreur indépendant, aux ordres sans concessions d'une plateforme de vente en ligne. L'achat du véhicule et tous les frais imprévus sont à sa charge, les rendements exigés sont oppressants, les pénalités financières implacables. Son épouse Abby, auxiliaire de vie, se débat elle aussi dans des horaires à rallonge. Ils n'ont plus le temps de s'occuper de leurs enfants, ce qui va conduire au désastre.

## Synopsis
Ricky Turner, son épouse Abby et leurs deux enfants Sebastian « Seb » et Lisa Jane vivent à Newcastle. Leur famille est soudée et les parents travaillent dur. Abby est assistante à domicile pour personnes dépendantes, majoritairement des personnes agées, Ricky enchaîne les emplois précaires et mal payés. 
Ricky décide alors de devenir chauffeur-livreur, avec statut d'indépendant, pour une entreprise livrant à domicile des produits commandés sur Internet. Abby vend sa propre voiture pour financer l'achat de sa camionnette. 
Le nouveau travail de Ricky s'avère vite moins rémunérateur qu'il ne l'avait pensé, il se heurte à des clients parfois peu coopératifs, se retrouve avec de longues journées de travail. Et même s'il est officiellement indépendant, son travail est contrôlé de très près par l'entreprise qui l'emploie au moyen d'une balise permettant de le localiser en permanence. Il se retrouve rapidement épuisé. De son côté, la vie professionnelle d'Abby est compliquée par le fait qu'elle doit désormais prendre le bus pour aller chez les différentes personnes dont elle s'occupe. 
Les deux parents peu présents à leur domicile, leur fils Sebastian se met à manquer l'école et glisse vers la petite délinquance. À la suite d'un acte de violence envers un professeur, il est temporairement exclu de son école. 
Ricky est attaqué par des voleurs qui dérobent les paquets qu'il devait livrer, détruisent sa coûteuse balise électronique et le tabassent violemment. À l'hôpital, il doit attendre longuement pour être pris en charge, et, vu son statut d'indépendant, il doit payer un remplaçant lorsqu'il n'est pas en mesure de travailler. La pression économique le pousse à reprendre son travail dès le lendemain de son agression, alors qu'il n'a pas encore retrouvé sa capacité à conduire sans risques.

## Fiche technique
- Titre français : Sorry We Missed You
- Réalisation : Ken Loach, David Gilchrist (premier assistant), Jamie Hamer (deuxième assistant)[1]
- Scénario et dialogues : Paul Laverty
- Direction artistique : Julie Ann Horan
- Décors : Fergus Clegg
- Costumes : Jo Slater
- Son : Kevin Brazier
- Directeur de la photographie : Robbie Ryan[2]
- Cadreuse : Sarah Cunningham
- Montage : Jonathan Morris, assisté de Rachel Durance
- Musique : George Fenton[3]
- Production : Rebecca O'Brien (productrice) ; Pascal Caucheteux, Grégoire Sorlat et Vincent Maraval (producteurs délégués) ; Eimhear McMahon (producteur exécutif) ; Philippe Logie (producteur associé)[1]
- Sociétés de production : Why Not Productions, Sixteen Films, France 2 Cinéma, Les Films du Fleuve, British Film Institute, BBC Films[2]
- Sociétés de distribution : Wild Bunch (exportation-distribution internationale), Le Pacte (France)[1]
- Budget : 5,6 millions d'euros[4]
- Pays d'origine : Royaume-Uni, France, Belgique[2]
- Langue : anglais[5]
- Format : couleur - 1.85 : 1 - 16 mm[6]
- Genre : drame
- Durée : 101 minutes[5]
- Dates de sortie[7] :
  - France : 16 mai 2019 (Festival de Cannes 2019), 23 octobre 2019 (sortie nationale)
  - Grèce : 23 septembre 2019 (Festival international du film d'Athènes), 31 octobre 2019 (sortie nationale)
  - Belgique : octobre 2019 (Festival international du film de Flandre-Gand), 30 octobre 2019 (sortie nationale)
  - Suisse : 23 octobre 2019
  - Espagne : 31 octobre 2019
  - Royaume-Uni : 1er novembre 2019
  - Indonésie : 1er novembre 2019
  - Irlande : 1er novembre 2019
  - Suède : 1er novembre 2019

## Distribution
- Kris Hitchen (en)[8] (VF : Yann Guillemot) : Ricky Turner, chauffeur-livreur indépendant
- Debbie Honeywood (VF : Aurélia Petit) : Abby Turner, épouse de Ricky, assistante à domicile
- Rhys Stone (VF : Antonin Icovic) : Sebastian « Seb » Turner, 16 ans, fils ainé de Ricky et d'Abby
- Katie Proctor (VF : Alexia Chicot) : Lisa Jane Turner, 11 ans, fille de Ricky et d'Abby
- Ross Brewster (VF : Jérémie Covillault) : Gavin Maloney, le chef du dépôt
- Norman Sansom : l'adjoint de Maloney
- Charlie Richmond : Henry Morgan, collègue, ami et conseiller de Ricky
- Nikki Marshall : la policière qui menace de verbaliser Ricky
- Mark Birch : un chauffeur
- Julian Ions : Freddie, chauffeur-livreur forcé d'échanger sa tournée contre celle de Ricky
- Brad Hopper : l'ouvrier du bâtiment
- Alberto Dumba : Harpoon, ami de Seb
- Stephen Clegg : le policier
- Linda E Greenwood : une femme chauffeure-livreuse
- Harriet Ghost : l'employée de bureau
- Alfie Dobson : Jack O'Brien
- Mark Burns : le sans-abri

## Musique
Vers la fin du film, Abby se fait peigner les cheveux par une des dames dont elle s'occupe, laquelle fredonne la chanson de Leadbelly Goodnight, Irene.

## Accueil

### Critique
En France, le site Allociné recense trente-cinq critiques presse, pour une moyenne de 3,8⁄5.

#### Avis positifs
- Nicolas Rieux, sur mondocine.net : « Vous voyez ce livreur Amazon qui se pointe chez vous à 22 heures et à propos duquel vous ne vous étonnez même pas qu'Amazon livre encore à 22 heures ? Bah, c’est Ricky. Ou plutôt, c’est un Ricky parmi des milliers. Et le portrait qui va découler de son histoire est effrayant […] Lever le pied ? Impossible. Les factures, les dettes, les emprunts, les aberrations du système, tout est fait pour le pousser à enchaîner encore et encore jusqu’au-delà du point de rupture […] On pourrait avoir l’impression que le metteur en scène se répète inlassablement depuis des lustres. Pas faux. Mais en même temps, il faut bien que quelqu’un répète en boucle ce message-réquisitoire pointant du doigt les dérives d’une société capitaliste devenue assoiffée du sang et de la sueur de ses victimes. Comme Ricky et son job à devenir dingue. Comme sa femme qui s’occupe de personnes âgées et assiste impuissante à une horreur sociale. Ce qui est déprimant ? Plus la société évolue, moins l’humain avance. Et on a vraiment besoin de la voix de Ken Loach pour marteler cette idée désespérante[14]. »
- Caroline Vié, dans 20 minutes : « On ne regarde plus les livreurs du même œil après avoir vu Sorry We Missed You, un film qui donne envie de retourner dans des magasins de quartier plutôt que de passer commande sur Internet[15]. »
- Stéphanie Belpeche, sur lejdd.fr : « Sorry we missed you […] dénonce l'uberisation de notre société contemporaine, régie par un cynisme absolu et la quête du profit, dans laquelle le travailleur poussé à bout devient son propre bourreau[16]. »
- Dominique Martinez, dans Positif : « Ken Loach et son coscénariste, Paul Laverty, assument une critique cinglante de la transformation du travail et de la déshumanisation de notre société[15]. »
- Françoise Delbecq, dans Elle : « Un film magnifique qui décortique les ressorts de l'ultralibéralisme. Implacable[15]. »
- Mathieu Macheret, sur lemonde.fr : « Sorry We Missed You vaut avant tout pour la clarté et la précision de son constat quant au pacte faustien qu'ont pris les nouvelles formes du travail, régies par un langage trompeur (on ne dit plus « travail », mais « mission ») ou des logiciels qui s’évertuent à en gommer toute dimension humaine[17]. »
- Charlotte Lipinska, sur franceinter.fr : « Ça fait très longtemps que Ken Loach fait du cinéma, le monde a depuis énormément changé, notamment le monde du travail […] Ses films sont toujours aussi efficaces ! Je suis fascinée car il traite d'un sujet nouveau qui est à chaque fois totalement en phase avec l'époque dans laquelle il s'inscrit. Ce pauvre homme qui a décidé d'être autoentrepreneur, on sait sans surprise qu'il va se prendre le mur, et se faire broyer par le système. Il n'y a aucune surprise, et pourtant c'est très émouvant, car on voit la bombe à fragmentation que ce système induit dans les cellules familiales[18]… »
- Jean-Michel Frodon, sur slate.fr : « Le réalisateur ne se contente pas de prendre en charge les nouvelles modalités d'une exploitation redevenue dans bien des cas aussi sauvage qu'avant les conquêtes syndicales de la première moitié du XXe siècle. Il montre combien, pour un très grand nombre de gens, No future n'est plus un slogan, mais un constat[19]. »
- Nicolas Schaller, sur nouvelobs.com : « Ken Loach, 83 ans, n'a rien perdu de sa force d’indignation. Laquelle fait tenir droit ce précis sur l’uberisation du travail dont la démonstration ne s’embarrasse pas de nuances, à l’instar d’une big economy qui assume sans vergogne ses méthodes esclavagistes. C’est en en mesurant l’impact sur la vie familiale et sur les deux enfants, émouvants perturbateurs du calvaire parental, que Loach trouve le cœur de son film et celui du spectateur[20]. »
- Sophie Benamon, dans Première : « Petit cousin de Moi, Daniel Blake, situé dans la même ville, ce film est un concentré de ce que Ken Loach fait de mieux : s'approcher au plus près des tragédies individuelles noyées dans le rouleau compresseur de la société d'aujourd'hui[21]. »
- Jean-Claude Raspiengeas, dans La Croix : « Encore une fois, Paul Laverty et Ken Loach vont à l'os. Situations ordinaires et percutantes, dialogues directs, suspense de la vie quotidienne tendu jusqu'au point de rupture, casting impeccable, et même scènes humoristiques en contrepoint de leur dramaturgie réaliste qui se resserre comme un nœud coulant[22]. »
- Olivier Bombarda, sur Bande à part (magazine) : « Le cinéaste traque principalement l'humanité de ses héros comme s’il s’agissait de l’unique clé en leur possession pour espérer tenir dans leur lutte abrutissante de survie. Avec une attention infinie et jamais caricaturale, Ken Loach dépeint ainsi chacun de ses personnages — toutes générations confondues — et sa foi est si concrète en eux qu’il laisse le spectateur groggy, la boule au ventre, bouleversé par sa douche d’authenticité[23]. »
- Jo Fishley, sur bande-a-part.fr : « Sorry We Missed You est un survival : comment survivre à la loi du plus fort de l'économie de marché ? […] En ces gens, nous nous reconnaissons et nous reconnaissons notre monde. Sorry We Missed You se regarde avec une familiarité empathique et Ken Loach nous bouleverse[23]. »
- Stéphane Joby, dans Le Journal du dimanche : « C'est brillant, implacable, poignant et raconté sobrement, sans discours politique ni pathos[15]. »
- Olivier de Bruyn, dans les Échos : « Ken Loach met en scène certaines dérives de notre époque et le quotidien des travailleurs précaires, dont les modestes espoirs d'une vie meilleure se fracassent contre la logique implacable de la nouvelle économie dans ses aspects les plus sauvages. Sans didactisme ni misérabilisme, le cinéaste filme les illusions blessées de ses beaux personnages qui, malgré leur amour et leur tendre complicité, voient leur existence saccagée jusque dans leurs relations avec leurs deux enfants : un ado rebelle et une petite fille sensible, qui assistent au désastre […] Ce Sorry We Missed You bouleversant […] s'impose comme l'un des meilleurs films de son auteur[24]. »
- Peter Bradshaw, du Guardian, trouve Sorry We Missed You « meilleur » que Moi, Daniel Blake[25].

#### Qualité de l'interprétation
La qualité de l'interprétation est soulignée par les critiques. Jean-Michel Frodon, sur slate.fr, parle d'« un film âpre, qui mise tout sur la forte présence de ses interprètes, volontairement dessinés eux aussi sans séduction particulière. Là est sans doute le choix de mise en scène le plus fort : ce refus du pathos ou du numéro d'acteur, qui répond à la tonalité générale du film, et en accroît l'intensité. » Pour Jacques Morice, sur telerama.fr, « le film est d'autant plus poignant que les acteurs, certains professionnels depuis peu, d’autres pas du tout, impressionnent par leur justesse ». « Les personnages, broyés par le monstre libéral, sont incarnés par des comédiens époustouflants », dit Dominique Martinez, dans Positif. Pour Vincent Nicolet, sur culturopoing.com, les rôles sont « tous formidablement interprétés ». « Les comédiens sont parfaits de justesse » pour Sophie Benamon dans Première, « criants de naturel » pour Mathieu Macheret sur lemonde.fr, « vraiment étonnants » pour Christophe Caron sur lavoixdunord.fr.

#### Avis négatifs
- Yannick Vely, dans Paris Match : « C'est excellemment joué, toujours juste dans les scènes familiales et il faut avoir un cœur de pierre (ou peut-être de critique) pour résister à la montée lacrymale. Mais le film est « kenloachien » en diable et épouse la trajectoire doloriste habituelle, avec un méchant patron qui presse ses faux employés comme des citrons et une suite de péripéties malheureuses annoncées dans le scénario[29]. »
- Christophe Caron, sur lavoixdunord.fr : « Le récit a quand même tendance à se figer dans une sorte de mécanique du malheur relativement prévisible. Même le chien n'a que trois pattes[28],[30]… »
- Luc Chessel, sur liberation.fr : « Chez Loach, de façon délibérée, la lourdeur de la démonstration est à la mesure directe de la violence sociale décrite[31]. »
- Jacky Bornet, sur francetvinfo.fr : « La démonstration reste cependant didactique et chargée, même si elle est pertinente et, comme de coutume chez le cinéaste, pleine d'émotion[32]. »
- Vincent Nicolet, sur culturopoing.com : « La mise en scène s'efface au profit du propos […] Le geste militant tend à systématiquement étouffer une éventuelle proposition cinématographique […] C’est en partie pour cette raison que l’on ne s’extasiera pas outre mesure sur le film. Au risque de passer pour des ordures insensibles, on veut croire que la forme a vocation à nourrir, enrichir le fond et non l’inverse. Ici, l’intelligence du scénario se heurte à une mise en image avant tout « pratique », visant essentiellement à valoriser le discours[27]. »
- Florence Maillard, dans Cahiers du cinéma : « Il est difficile de ne pas regretter que le cinéaste, sur des rails, déroule une action aussi détaillée que prévisible où tout ce qui est juste est aussi mesuré, pesé, emballé[15]. »
- Simon Riaux, sur ecranlarge.com : « Ken Loach retombe dans les travers qui l'ont fait passer de cinéaste politique à petit catéchiste de gauche […] Quand bien même on pourra être d’accord avec le diagnostic initial de Sorry We Missed You (les attaques contre le salariat sont autant de pièges qui broient les plus fragiles et engrossent des entreprises capitalistiques, provoquant des ravages sur le plan social), la méthode employée par le metteur en scène laisse à désirer. Avec un misérabilisme imperturbable, il déroule les stations d’un chemin de croix dont les personnages ne pourront jamais dévier […] Les protagonistes du film ne sont plus là pour incarner des idées, pour donner chair à l'intrigue, ou vivre une histoire, mais seulement accueillir la misère du monde. Et c’est là l’erreur fondamentale de la proposition de Loach dans Sorry We Missed You. En oubliant que même un libéralisme cannibale et échevelé propose toujours des zones d’échappée, de divertissement, de désir, de satisfaction, il rate le coche. Se voulant plus noir que noir, plus cru que cru, il tend vers une forme de dégoût, de révolte, finalement très confortable, car elle interdit la nuance, la remise en question, et donc la pensée. Oui, l’uberisation fragilise les uns pour fortifier les prédateurs, mais imaginer que l’asséner avec une simplicité aussi outrée relève d’autre chose que de l’indignation facile, voire de la complaisance, est une erreur indigne d’un cinéaste de cette trempe[33]. »

### Box-office
En France, en première semaine, le film se classe 10e, réalisant 156 000 entrées.
| Pays ou région | Box-office      | Date d'arrêt du box-office | Nombre de semaines |
| -------------- | --------------- | -------------------------- | ------------------ |
| Royaume-Uni    | 179 768 entrées | -                          | -                  |
| France         | 483 516 entrées | 3 mars 2020                | 19                 |
| Total mondial  | 10 162 036 $    | -                          | -                  |

## Distinctions

### Prix
- Festival international du film de Saint-Sébastien 2019 : Prix du public du meilleur film européen
- Magritte du cinéma 2020 : Meilleur film étranger en coproduction

### Sélection
- Festival de Cannes 2019 : sélection officielle, en compétition

### Nomination
- BAFTA 2020 : Meilleur film britannique

## Autour du film
Sorry we missed you (« Désolés de vous avoir manqué ») est la formule écrite laissée par les livreurs quand ils ont trouvé porte close. Dans le film, c'est aussi la formule que pourraient employer les malheureux parents, contraints de délaisser leurs enfants.